# Sh2-4
Sh2-4 (nota anche come RCW 121) è una nebulosa a emissione visibile nella costellazione dello Scorpione.
Si trova nella parte meridionale della costellazione, lungo la linea che congiunge le brillanti stelle Shaula e Sargas; appare immersa in un ricchissimo campo stellare in direzione del bulge della Via Lattea. La sua declinazione è moderatamente australe e ciò fa sì che essa possa essere osservata agevolmente specialmente dall'emisfero australe; il periodo in cui la sua osservazione è ottimale nel cielo serale è compreso fra i mesi di maggio e ottobre.
Si tratta di una regione H II di piccole dimensioni; la sua distanza è stimata attorno ai 2500 parsec (circa 8200 anni luce) ed è situata fisicamente sul Braccio del Sagittario, il primo braccio di spirale galattico più interno rispetto al nostro. Al suo interno sarebbero attivi fenomeni di formazione stellare, come è testimoniato dalla presenza di diverse sorgenti di radiazione infrarossa, fra le quali spicca IRAS 17149-3916, della sorgente di onde radio CTB 38 e di due maser, di cui uno a metanolo e uno a idrossido. Secondo alcuni studi, esisterebbe un legame fisico fra Sh2-4, alcune nubi circostanti e l'ammasso aperto Havlen-Moffat 1, un oggetto ricco e compatto contenente delle stelle di Wolf-Rayet e alcune giganti di classe spettrale Of, con un'età stimata attorno ai 2-4 milioni di anni. Secondo uno studio del 2008, tuttavia, questa nube e l'adiacente RCW 122 farebbero parte di un vasto complesso nebuloso molecolare contenente fino a 1,2 milioni di masse solari situato molto più lontano, a circa 5000 parsec di distanza.